# Pronephrium macrophyllum
Pronephrium macrophyllum är en kärrbräkenväxtart som beskrevs av Ren-Chang Ching och Y. X. Lin. Pronephrium macrophyllum ingår i släktet Pronephrium och familjen Thelypteridaceae. Inga underarter finns listade.